# Let's Dance (데이비드 보위의 노래)
〈Let's Dance〉는 영국의 싱어송라이터 데이비드 보위가 같은 이름의 음반 《Let's Dance》에서 녹음한 곡이다. 이 곡은 보위가 작곡하고 나일 로저스가 프로듀싱했다. 1983년 이 음반의 첫 싱글로 발매되었고 계속해서 그의 가장 많이 팔린 곡들 중 하나가 되었다. 스티비 레이 본은 이 곡의 마지막에 기타 솔로로 연주했다.
이 싱글은 보위의 가장 빠른 판매량 중 하나로, 발매 첫 주에 영국 싱글 차트 5위에 진입하여 3주 동안 상위권에 머물렀다. 곧이어 이 싱글은 빌보드 핫 100에서 1위를 차지하여 보위의 두 번째이자 마지막 싱글이 되어 미국에서 1위에 올랐다. 오세아니아에서는 3주 동안 2위를 차지하며 간신히 오스트레일리아 차트에서 1위를 놓쳤지만 뉴질랜드에서는 4주 연속 1위를 차지했다. 이 싱글은 북미, 중앙 유럽, 오세아니아 전역에서 올해 최고의 판매량 중 하나가 되었다. 그것은 역사상 가장 많이 팔린 300장의 영국 싱글 중 하나이다.

## 곡 목록

### 7인치: EMI 아메리카 / EA 152 (영국)
1. "Let's Dance" (Single Version) (데이비드 보위) – 4:07
2. "Cat People (Putting Out Fire)" (보위, 조르조 모로더) – 5:09

### 12인치: EMI 아메리카 / 12EA 152 (영국)
1. "Let's Dance" (보위) – 7:38
2. "Cat People (Putting Out Fire)" (보위, 모로더) – 5:09

### 카세트
1. "Let's Dance" (보위) – 7:38
2. "Cat People (Putting Out Fire)" (보위, 모로더) – 5:09

## 인증
| 국가                                                            | 인증     | 판매량/출하량 |
| --------------------------------------------------------------- | -------- | ------------- |
| 캐나다 (뮤직 캐나다)                                            | 플래티넘 | 100,000^      |
| 프랑스 (SNEP)                                                   | 골드     | 873,000       |
| 이탈리아 (FIMI)                                                 | 골드     | 25,000        |
| 일본                                                            | —        | 100,000       |
| 영국 (BPI)                                                      | 플래티넘 | 1,064,227     |
| 미국 (RIAA)                                                     | 골드     | 1,000,000^    |
| ^출하량을 기반으로 한 인증 · 판매량+스트리밍을 기반으로 한 인증 |          |               |